# Corb marí de màscara roja
El corb marí de màscara roja (Urile urile) és una espècie d'ocell de la família dels falacrocoràcids (Phalacrocoracidae). Habita costes, illes rocoses i penya-segats costaners del Pacífic Nord, des d'illots propers a Hokkaido, illes del Comandant, Aleutianes i Pribilof fins al sud d'Alaska.

## Descripció
L'ocell adult té un plomatge brillant d'un color blau verdós intens, que es torna porpra o bronze al dors i els costats. En condicions de cria té una doble cresta i plomes blanques als flancs, el coll i la gropa, i la pell facial nua dels lores i al voltant dels ulls és d'un taronja brillant o vermell, que dóna nom a l'ocell; tot i que la coloració és menys viva fora de la temporada de cria, la pell facial vermella és suficient per distingir-lo del corb marí pelàgic (Urile pelagicus), que, per altra banda, és força similar. Les potes i peus són de color negre marronós. Les ales mesuren entre 25 i 29 cmd'extensió, i les femelles tenen de mitjana uns 5 cm les ales més curtes. Els adults pesen entre 1,5 i 2,3 kg, i les femelles pesen una mitjana de 350 g menys que els mascles.

## Comportament

### Reproducció
On nia al costat del corb marí pelàgic, el corb marí de cara vermella generalment és el que cria amb més èxit de les dues espècies, i actualment està augmentant en nombre, almenys a les parts orientals de la seva àrea de distribució. Tanmateix, està catalogat com a espècie de preocupació pel Alaska Center for Conservation Science, en part perquè fins ara se'n sap relativament poc.

### Alimentació
S'alimenta principalment de peixos, especialment cotoïdeus, també lluç, ammodítids i altres. També menja crustacis com ara crancs, gambes i amfípodes.

## Taxonomia
El corb marí de màscara roja va ser descrit formalment el 1789 pel naturalista alemany Johann Friedrich Gmelin a la seva edició revisada i ampliada de Systema Naturae de Carl Linnaeus. El va situar al gènere Pelecanus i va encunyar el nom binomial Pelecanus urile. Gmelin va basar la descripció en les fetes per John Latham i Thomas Pennant. Els autors van citar diferents traduccions d'un relat de l'exploració de Georg Wilhelm Steller a la península de Kamtxatka.
El corb marí de màscara roja es classificava anteriorment al gènere Phalacrocorax; es va traslladar al gènere ressuscitat Urile basant-se en un estudi filogenètic molecular publicat el 2014. El gènere havia estat introduït el 1856 pel naturalista francès Charles Lucien Bonaparte.
L'epítet urile possiblement deriva del nom vernacular rus d'aquesta espècie, referint-se a les illes Kurils, on aquesta espècie és actualment molt rara.
L'espècie és monotípica: no es reconeix cap subespècie. Dins del gènere Urile, el corb marí de màscara roja està estretament relacionat amb el corb marí pelàgic (Urile pelagicus).